# Herbert Federer
Herbert Federer (* 23. Juli 1920 in Wien; † 21. April 2010) war ein österreichisch-amerikanischer Mathematiker, der sich mit geometrischer Maßtheorie beschäftigte.

## Leben
Federer emigrierte 1938 in die USA und studierte Mathematik und Physik an der University of California, Berkeley, wo er 1944 bei Anthony P. Morse promoviert wurde (Surface Area). Ab 1945 war er fast ununterbrochen an der Brown University. In einer Arbeit mit Wendell Fleming gab er eine präzisere Formulierung des Plateau-Problems in der Theorie der Minimalflächen, die das Feld der geometrischen Maßtheorie begründete. Er fasste das Forschungsgebiet in der 1969 erschienenen Monographie Geometric Measure Theory zusammen.
1947 charakterisierte er Untermengen des {\displaystyle n}-dimensionalen euklidischen Raumes, die kein Maß besitzen (nicht „rektifizierbar“ sind), dadurch, dass sie bei fast allen Projektionen „unsichtbar“ bleiben (Beispiele sind fraktale Mengen). A. S. Besikowitsch hatte das zuvor schon für eindimensionale Mengen in der Ebene bewiesen. Federer untersuchte allgemein, inwieweit bei geometrischen Untersuchungen Stetigkeits- oder Differenzierbarkeitsvoraussetzungen durch maßtheoretische Annahmen ersetzt werden können, z. B. Krümmungseigenschaften in der Arbeit Curvature Measures von 1958 (Transactions of the AMS).
Von 1957 bis 1960 war er Sloan Research Fellow und 1975/76 Guggenheim Fellow. 1962 wurde er in die American Academy of Arts and Sciences gewählt, seit 1975 war er Mitglied der National Academy of Sciences. 1987 gewann er mit Fleming den Leroy P. Steele Prize der American Mathematical Society (AMS).
Zu seinen Doktoranden zählen Frederick Almgren (1933–1997) und Robert Hardt.

## Schriften
- Herbert Federer: Geometric Measure Theory (= Grundlehren der mathematischen Wissenschaften mit besonderer Berücksichtigung der Anwendungsgebiete. Bd. 153, ISSN 0072-7830). Springer, Berlin u. a. 1969 (Nachdruck. ebenda 1996, ISBN 3-540-60656-4).
- Colloquium Lectures on geometric measure theory. In: Bulletin of the American Mathematical Society. Bd. 84, 1978, ISSN 0273-0979, S. 291–338.